# Pittosporum orohenense
Pittosporum orohenense är en tvåhjärtbladig växtart som beskrevs av John William Moore. Pittosporum orohenense ingår i släktet Pittosporum och familjen Pittosporaceae. Inga underarter finns listade.